# Мануфактура Джинори-Доччья
Мануфактура Джинори-Доччья, Ришар-Джинори (итал. Manifattura Ginori-Doccia) — фарфоровая мануфактура, основанная в 1735 году в Италии маркизом Карло Джинори (1701—1757) в своём имении Доччья близ Флоренции. 11 октября 1896 года произошло слияние ломбардской компании «Ришар» (Richard Ceramics Company) в Милане с мануфактурой «Доччья», отсюда позднейшее название: Мануфактура Ришар-Джинори. Мануфактура известна на весь мир своим фарфором, в особенности периода модерна, производство которого до сих пор находится в Сесто-Фьорентино близ Флоренции. В январе 2013 года компания обанкротилась и была приобретена в мае 2013 года фирмой Gucci, контролируемой концерном Kering.

## История
Мануфактура «Доччья» имела шесть магазинов во Флоренции, Болонье, Турине, Риме и Неаполе. В 1897 году фирма приобрела фабрику по производству фаянса Felice Musso di Mondovì, а в 1900 году — в Вадо-Лигуре.
В период 1923—1930 годов художественным руководителем мануфактуры Ришар-Джинори был знаменитый архитектор и основатель итальянского дизайна Джо Понти.
В 1965 году фирма объединилась с Итальянским керамическим обществом Лавено (SCI). В 1970 году она стала дочерней компанией «Finanziaria Sviluppo» Микеле Синдоны, а в 1973 году — частью компании «Liquigas» Раффаэле Урсини. В 1975 году образовалось керамическое производство Поцци-Джинори (Pozzi-Ginori). Дальнейшие преобразования и слияния сумели сохранить фирменную марку «Ришар-Джинори», предприятия которой стали производить самую разную продукцию: мебель для ванных комнат, столовую посуду. В 2012 году фабрика «Sesto Fiorentino» перестала существовать, и в 2013 году, спасая фирму от банкротства, всю недвижимость приобрело предприятие «Gucci».
В сентябре 2020 года компания меняет название и логотип: от названия «Ришар» отказываются и остаётся только «Джинори», как и в начале её истории.

## Художественная продукция
При фабрике «Доччья» имеется музей, в котором собрана продукция мануфактуры с момента её основания. В 2017 году музей был приобретён муниципалитетом Тосканы.
В начале своей деятельности Карло Джинори пригласил технолога Венской фарфоровой мануфактуры, химика Иоганна Карла Венделина Анрайтера фон Цирнфельда с помощниками. Фарфоровые изделия изготавливали по венскому образцу, но из местного сырья. В начале XIX века семья Джинори приобрела некоторые модели у мануфактуры «Каподимонте» в Неаполе с правом ставить на них собственную марку.
До 1746 года мануфактура не производила товары для продажи. Она отличалась и тем, что помимо обычных изделий выпускала в немногих экземплярах фарфоровые версии статуэток, задуманных флорентийскими скульпторами несколькими десятилетиями ранее для отливок в бронзе. В 1737 году главным скульптором-модельером стал местный скульптор Гасперо Бруски (Gaspero Bruschi). Он оставался на фабрике до своей смерти в 1780 году. В 1740 году Джинори отправил образцы своей продукции в Вену и получил привилегию на производство фарфора в Великом герцогстве Тоскана, управляемом Австрией. После смерти своего основателя в 1757 году фабрика сосредоточилась на производстве более традиционных изделий, часто заимствуя модели у более крупных мануфактур Германии и Франции.
В разное время изделия мануфактуры «подражали майссенским и венским образцам, китайскому и японскому фарфору. Заметными были влияния французского рококо. В конце XVIII века художники мануфактуры отразили всеобщие увлечения „этрусским“ и „помпеянским“ стилями». В начале XVIII века в фарфоре воспроизводили модные в то время скульптуры Джованни Баттиста Фоджини и Массимилиано Сольдани, в том числе уменьшённые реплики известных античных статуй, декоративные урны и плакетки. С 1765 года в продукции мануфактуры становятся заметны влияния неоклассицизма. Но наиболее популярны были изделия конца XIX века в «стиле модерн».
Фирменная марка изделий «Джинори-Доччья» — красная шестиконечная звезда (в поздних изделиях — звезда с восемью или двенадцатью лучами).

## Изделия мануфактуры

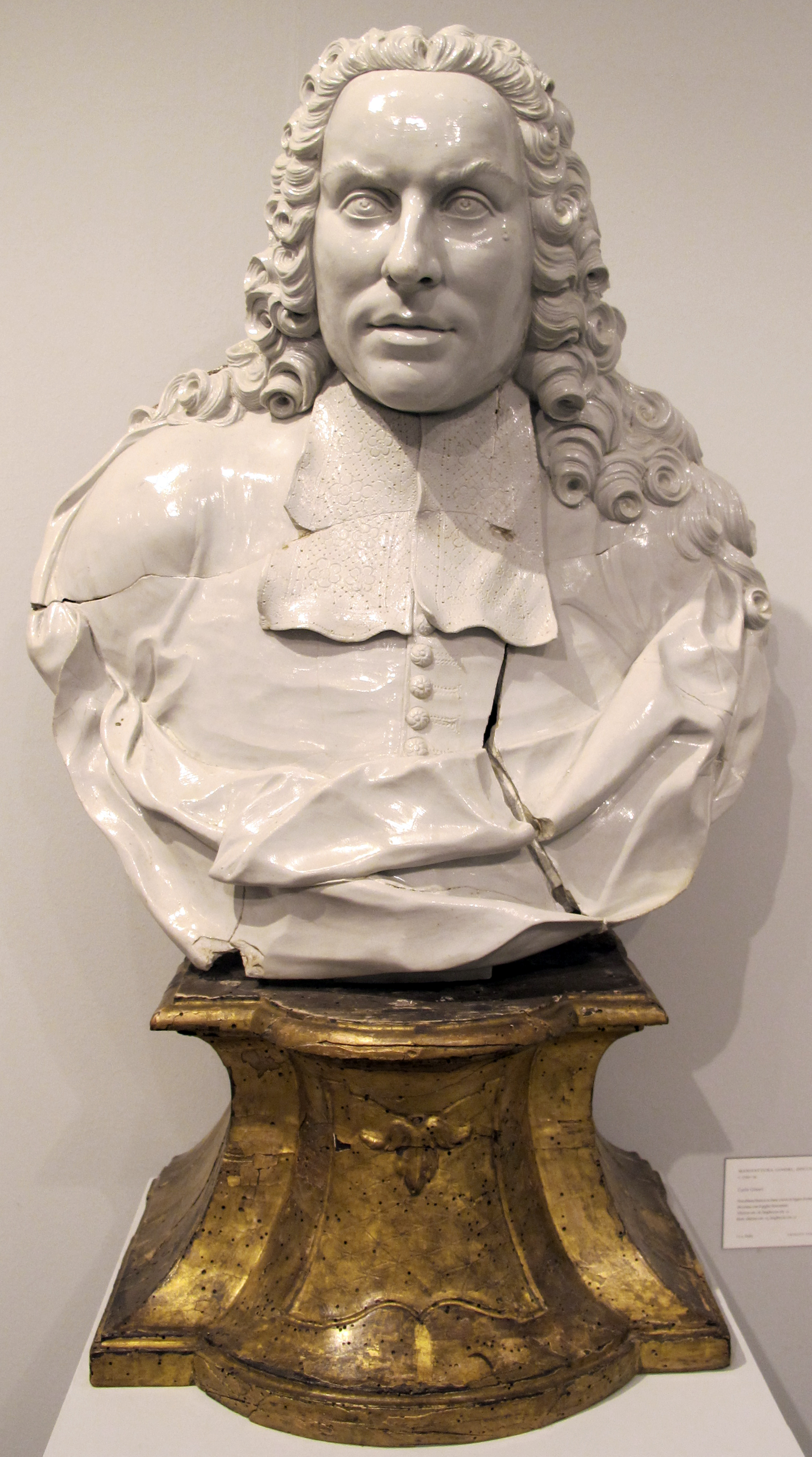
Бюст Карло Джинори. Ок. 1755. Частное собрание
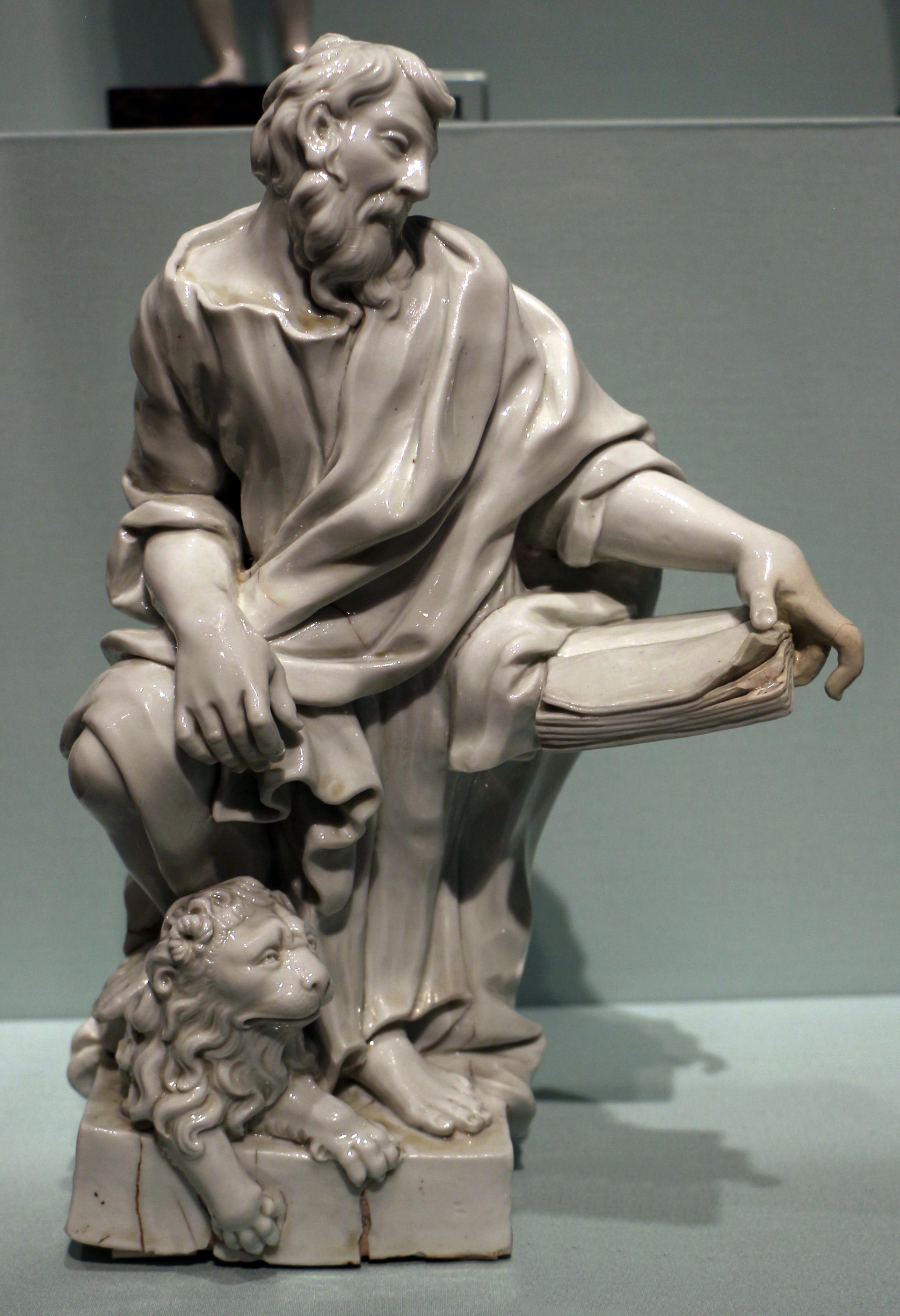
Святой Марк. 1747–1750. По модели Г. Бруски
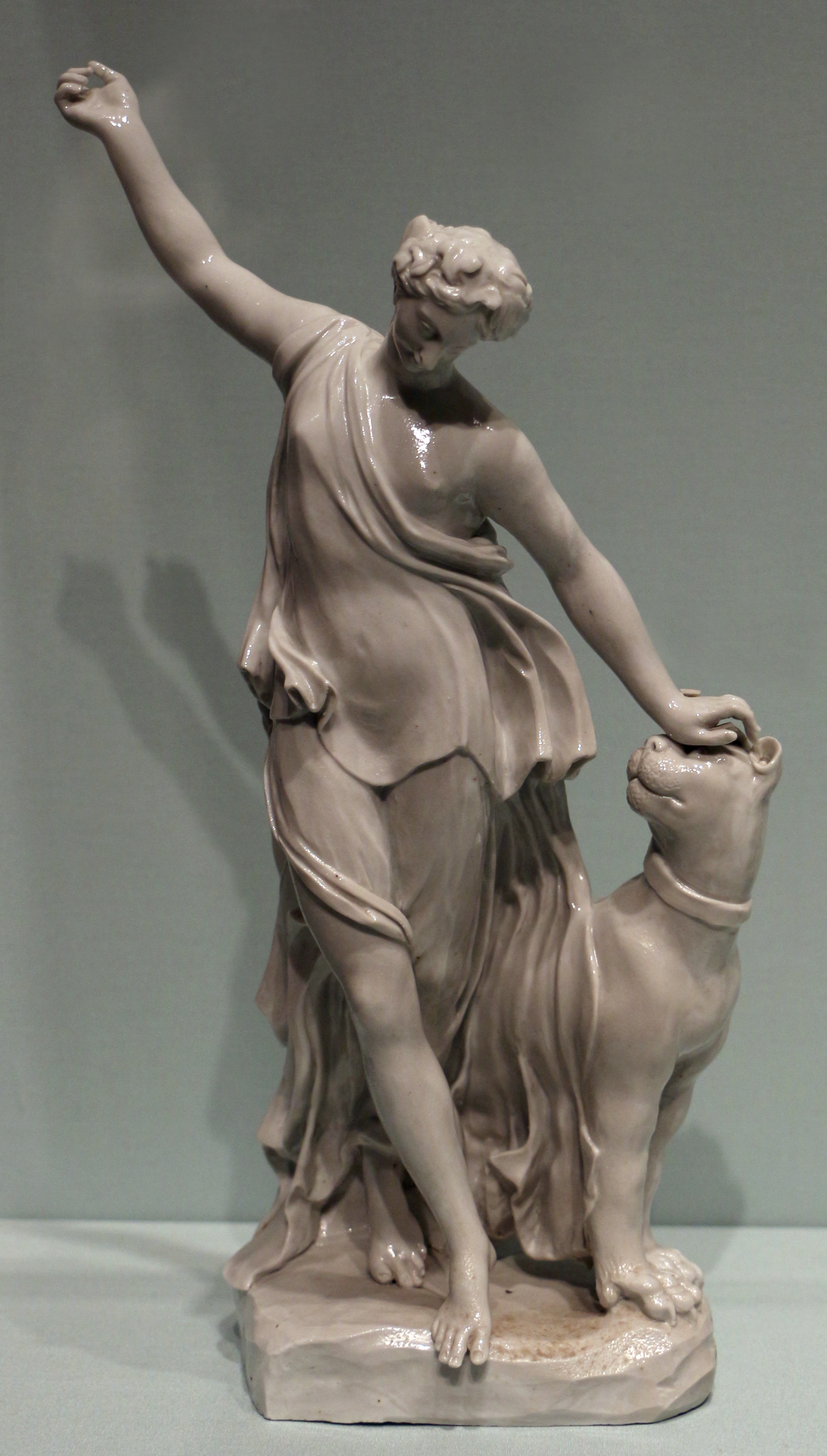
Вакханка с пантерой. 1750. По модели Дж. Б. Фоджини
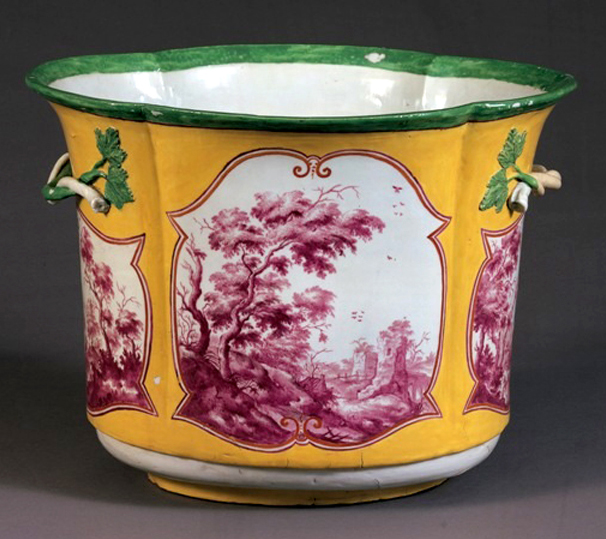
«Холодильник». Ок. 1750
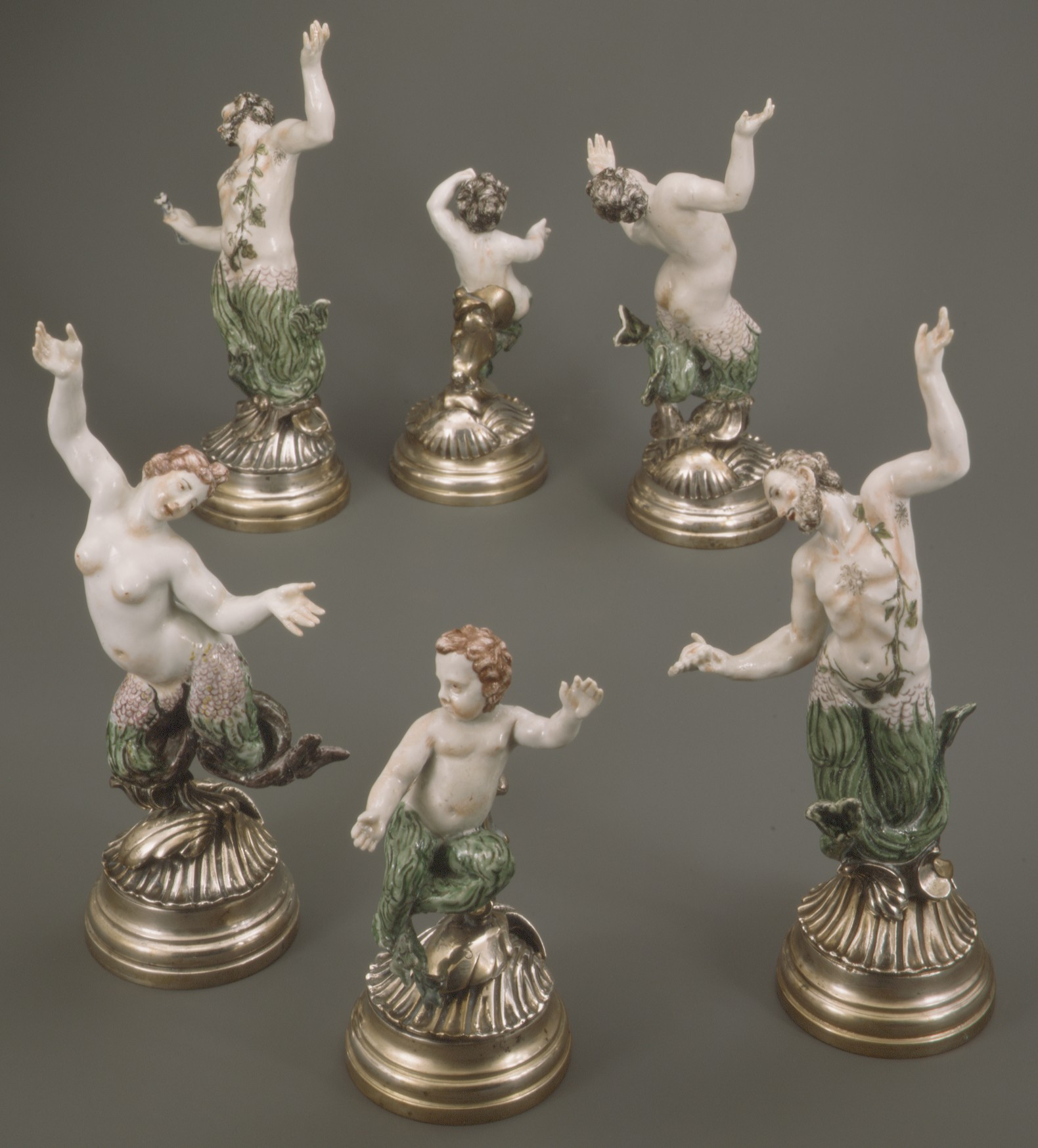
Русалки и водяные. 1750–1755. Фарфор, серебро
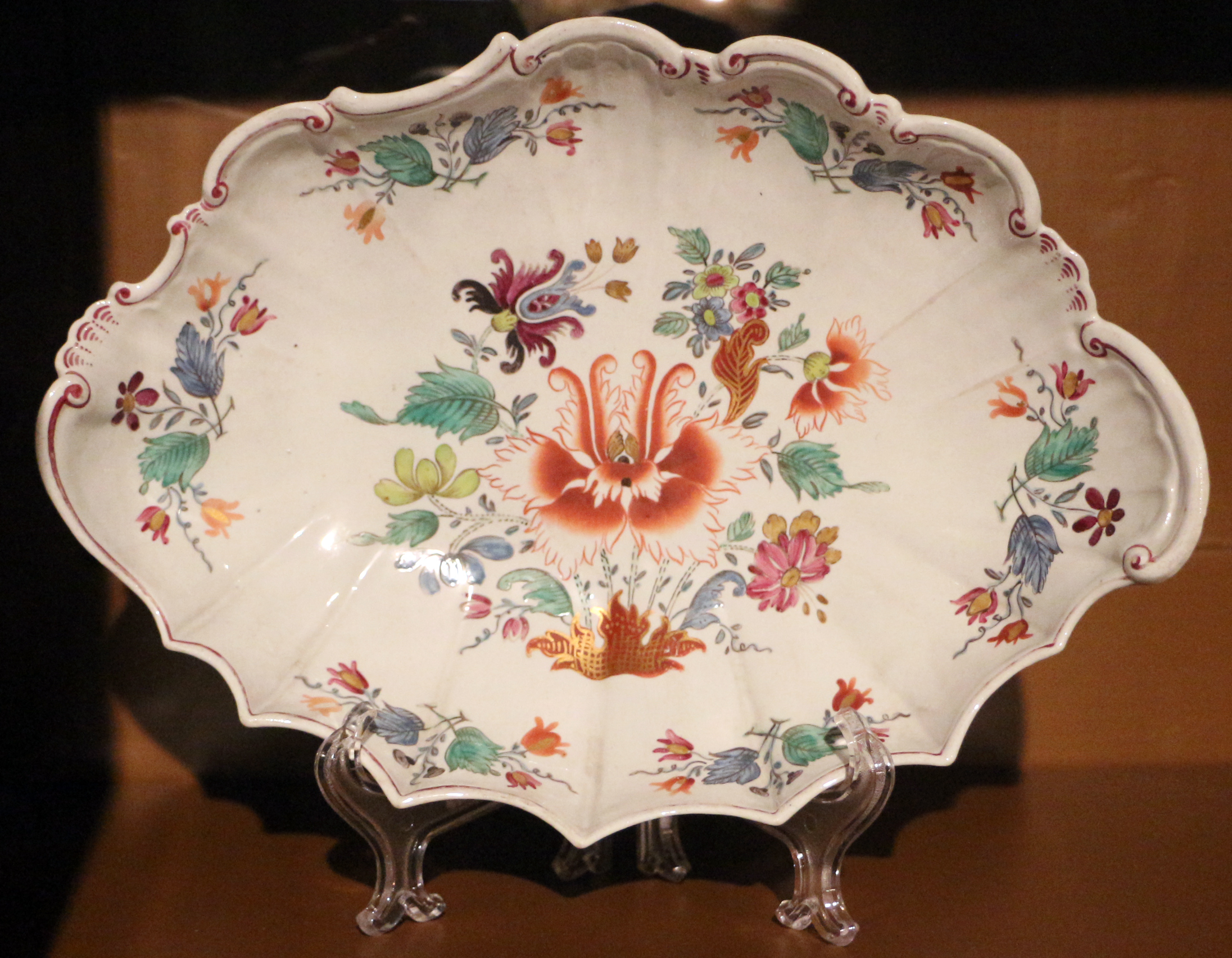
Поднос. 1770-1780. Палаццо Блю, Пиза
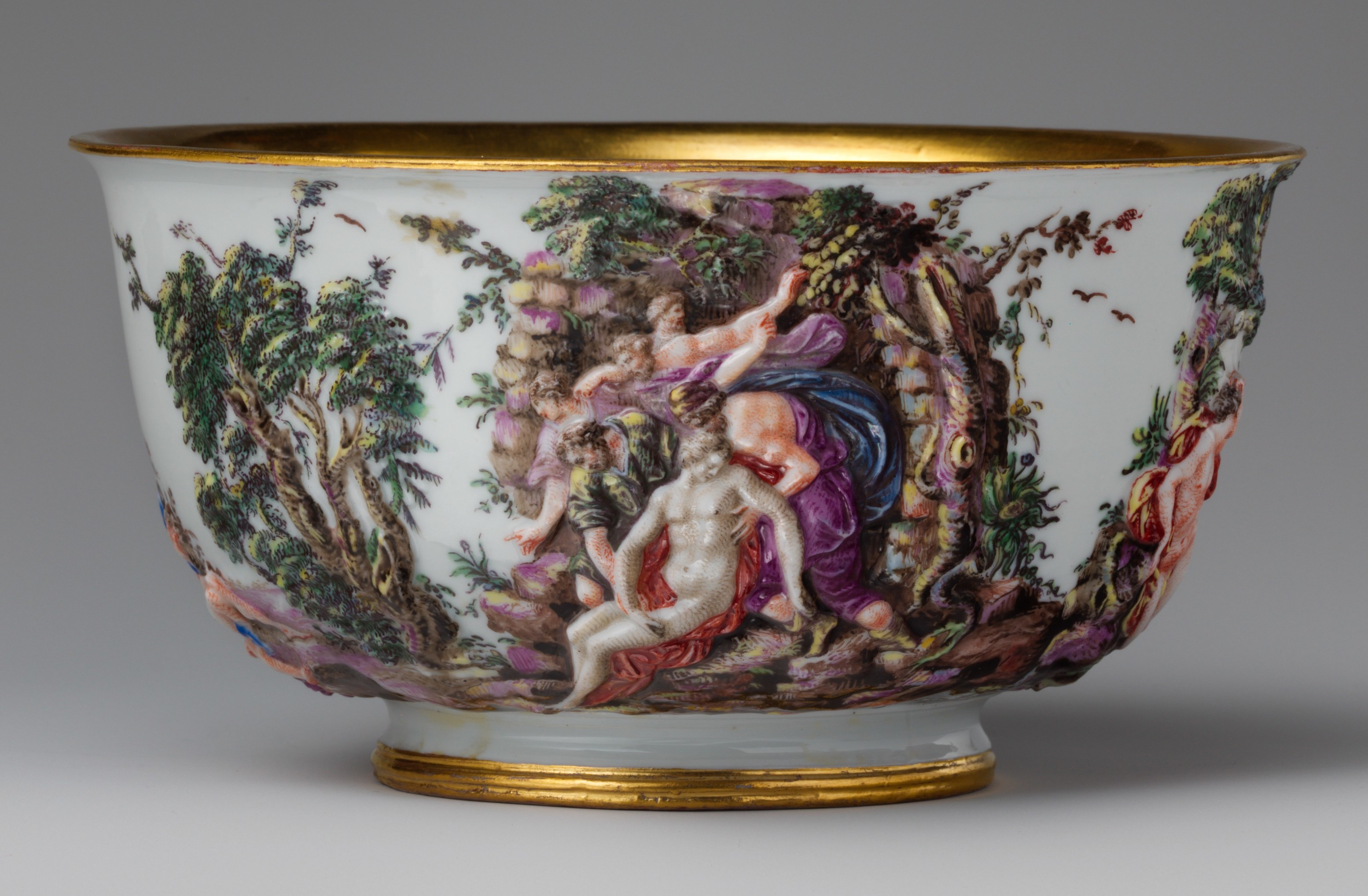
Чаша. Ок. 1765
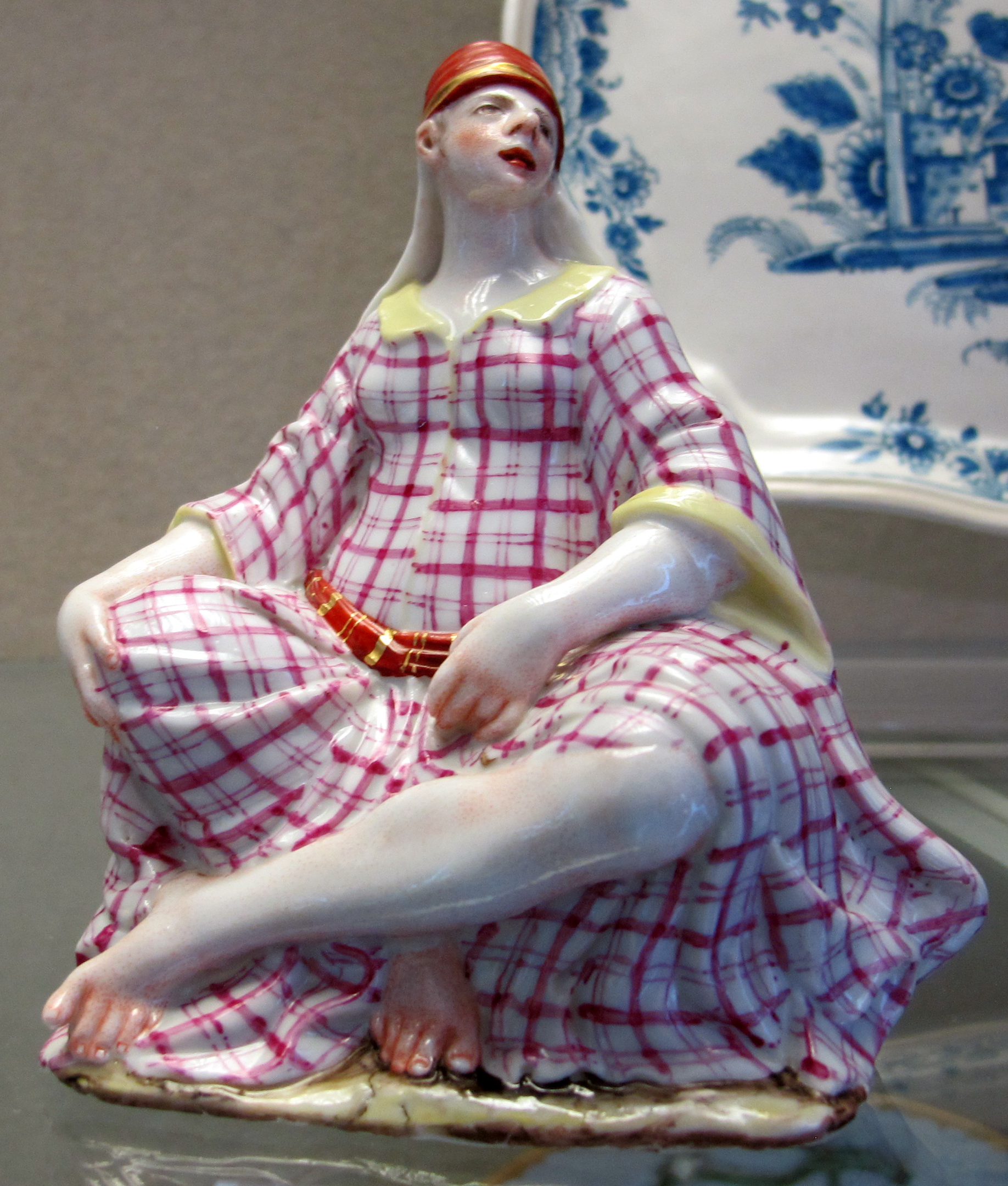
Фигурка женщины Леванта. 1770–1780
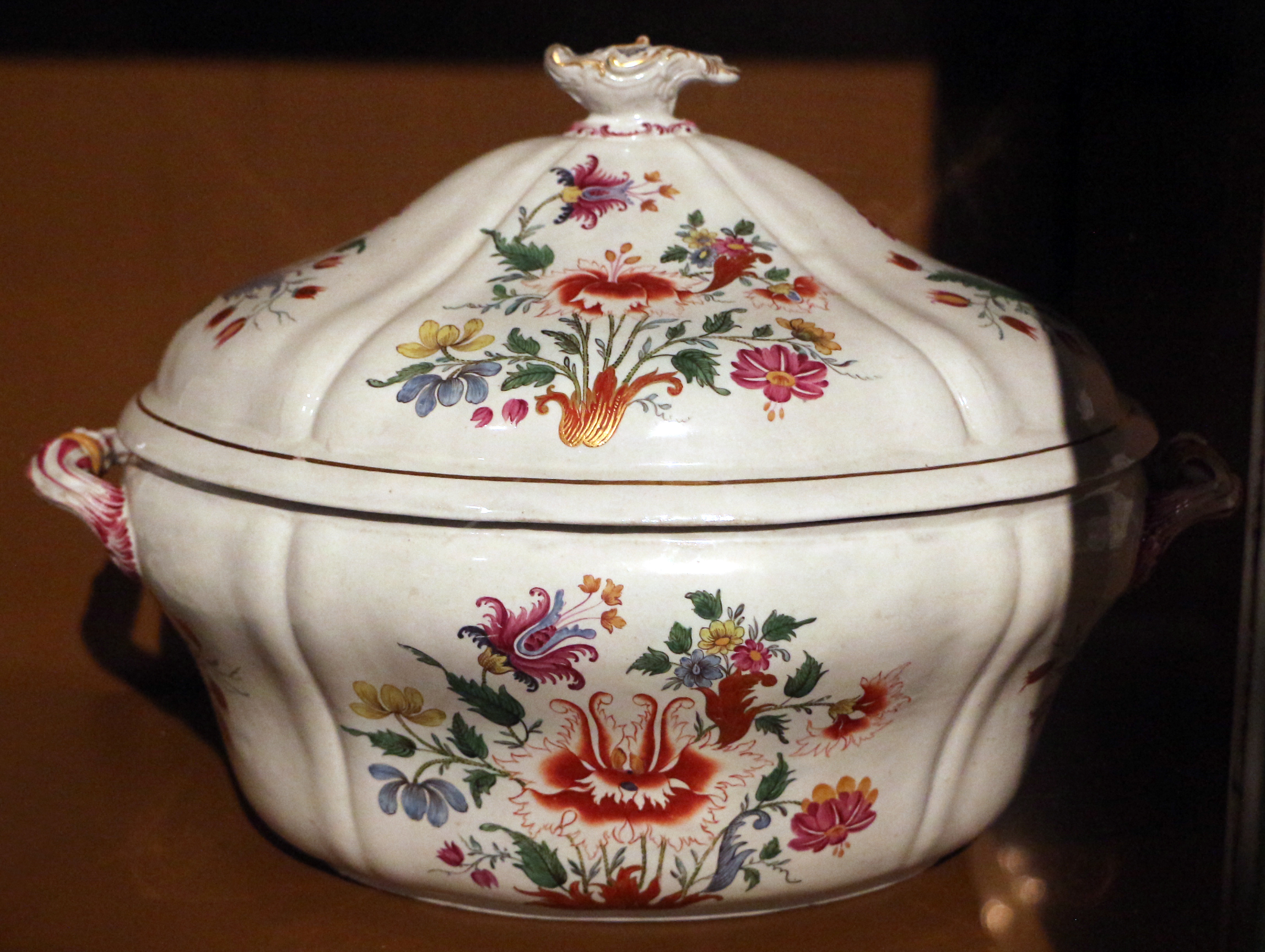
Супница. 1770-1780. Палаццо Блю, Пиза
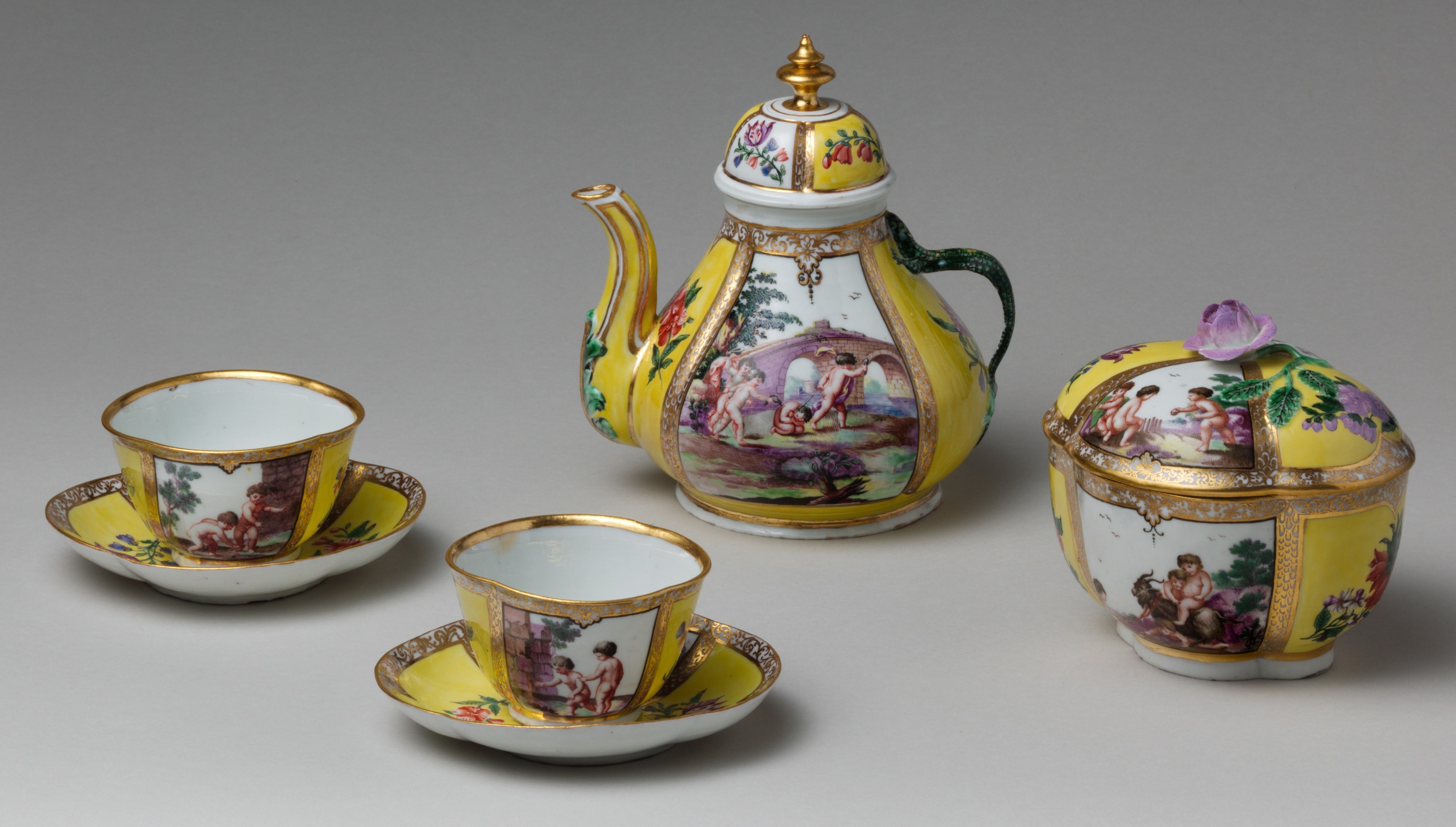
Чайный набор. Роспись по рисункам  Ж. Стеллы. 1657
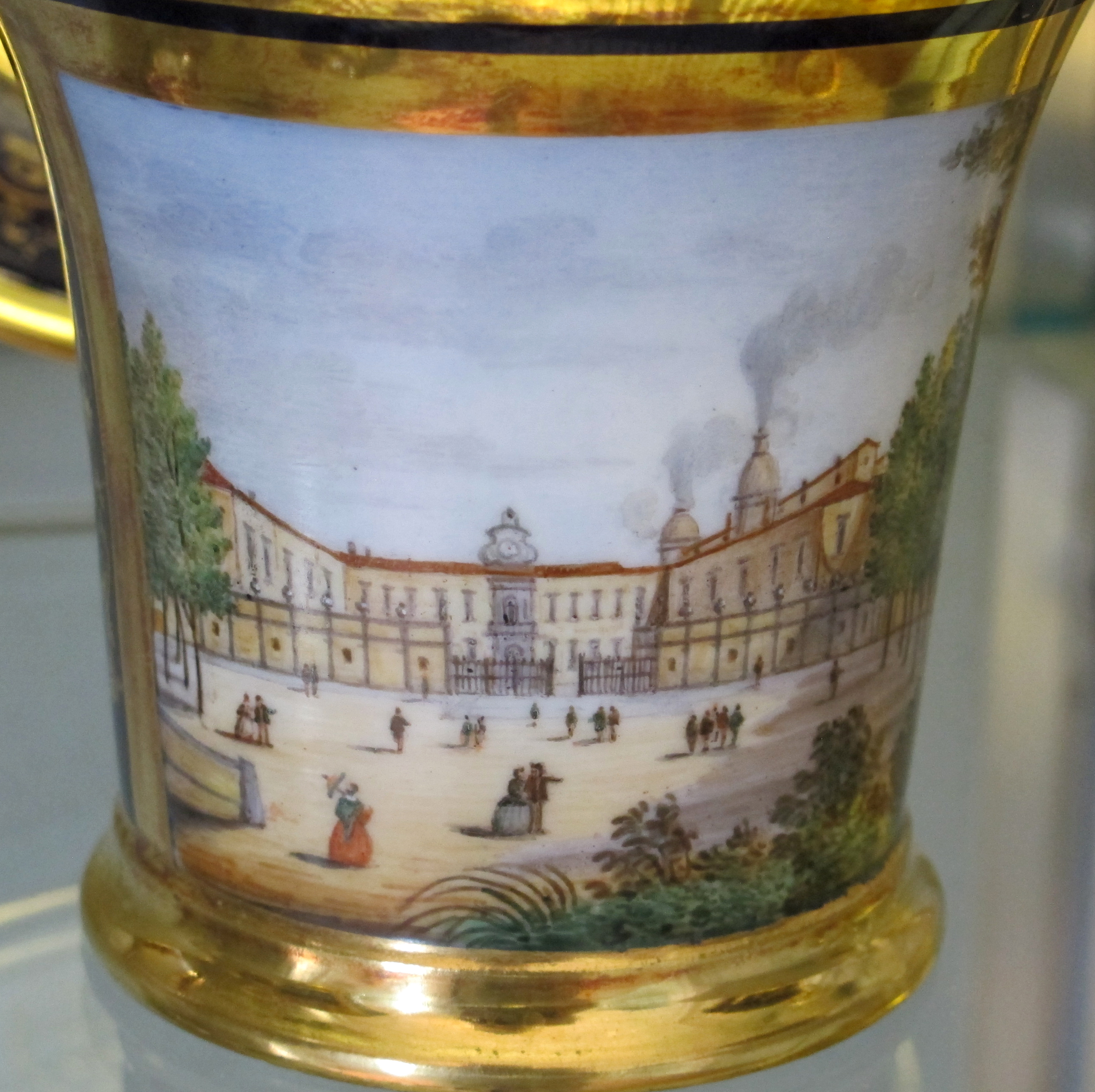
Чашка с видом виллы Джинори
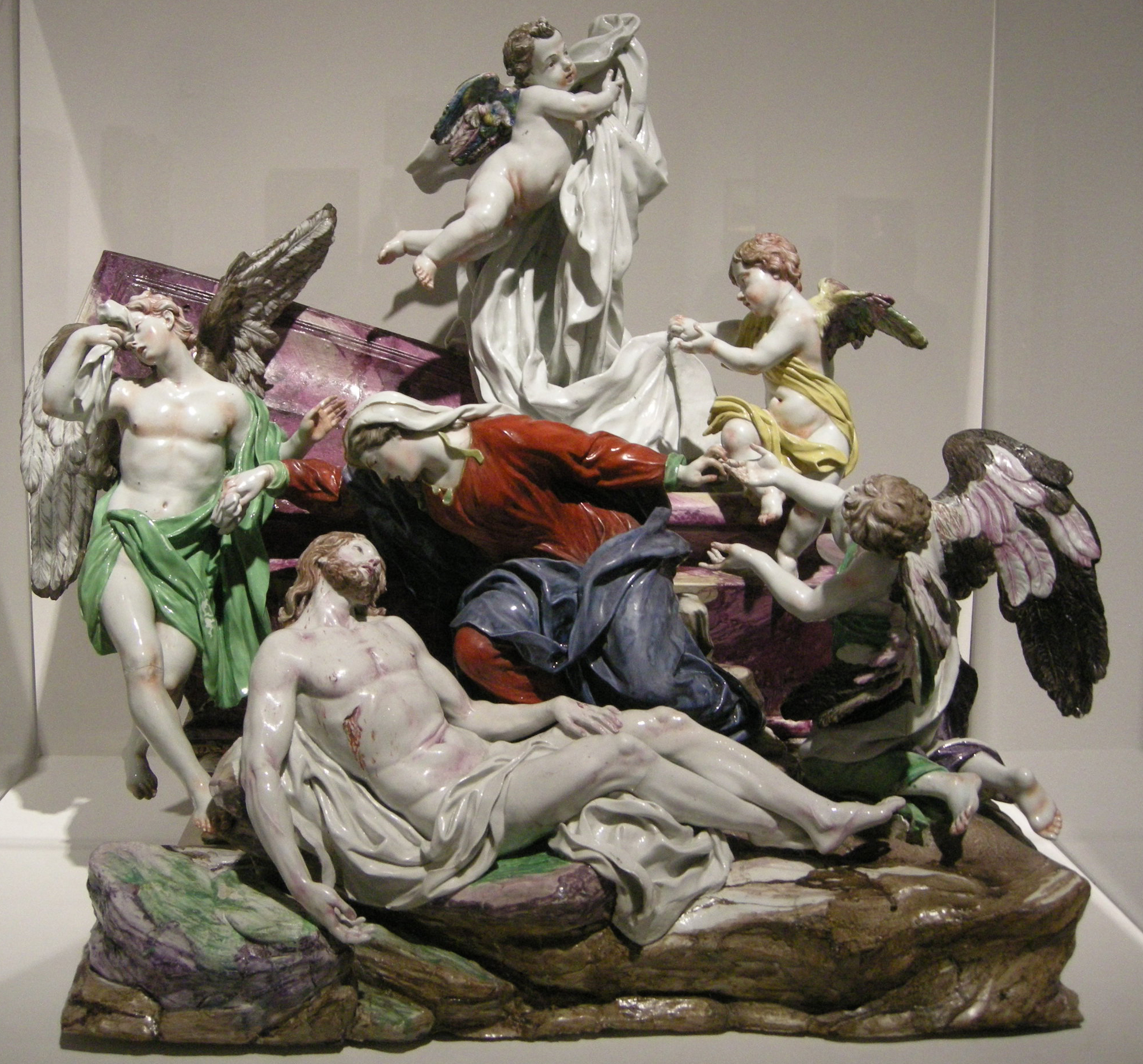
Оплакивание Христа. 1737. По модели М. Сольдани